# أنجولي
أنجولي بيرسود (بالإنجليزية: Anjulie Persaud) هي مغنية وكاتبة أغاني كندية من أصل هندي غواياني ولدت في يوم 21 مايو 1983 في مدينة أوكفيل في كندا، اشتهرت بعد إطلاقها لعدة أغاني في موقع يوتيوب، منها أغنية عن تفجيرات بغداد في 3 يوليو 2016.

## روابط خارجية
- أنجولي على موقع ميوزك برينز (الإنجليزية)
- أنجولي على موقع أول ميوزيك (الإنجليزية)
- أنجولي على موقع ديسكوغز (الإنجليزية)